# Часовня Святой Фёклы (Ландсхут)
Часовня Святой Фёклы (нем. Theklakapelle) — римско-католическая часовня, расположенная в южной части района Альтштадт баварского города Ландсхут. Позднеготическое здание храма, находящееся недалеко от замка Траусниц, было построено в 1426 году как часовня Девы Марии. Современное название часовня получила при её перестройке в стиле барокко, происходившей с 1754 по 1759 год; является памятником архитектуры.